# دارن انتویستل
دارن انتویستل (به انگلیسی: Darren Entwistle) (زاده ۱۹۶۲) کارآفرین، بازرگان و مدیر ارشد اجرایی کانادایی است، که در حال حاضر به‌عنوان مدیر عامل اجرایی و رییس هیئت مدیره شرکت تلاس فعالیت می‌کند.